# Elitserien i baseboll 2009
Elitserien i baseboll 2009 var den för 2009 års säsong högsta serien i baseboll i Sverige. Totalt deltog 8 lag i serien. Först spelade alla mot varandra två gånger, vilket gav 14 matcher. Därefter fortsatte de sex främsta lagen att spela mot varandra i en andra omgång och spelade då ytterligare två matcher mot varandra, medan de två sämsta lagen gick till kvalserien. Efter den andra omgången påbörjades ett slutspel för de fyra främsta. 

## Första omgången
| Nr | Lag                 | Matcher | Vunna | Förlorade | Vinstprocent |
| -- | ------------------- | ------- | ----- | --------- | ------------ |
| 1  | Tranås              | 14      | 12    | 2         | 0.857        |
| 2  | Stockholms BSK      | 14      | 11    | 3         | 0.786        |
| 3  | Sundbyberg Heat     | 14      | 9     | 5         | 0.643        |
| 4  | Karlskoga Bats      | 14      | 8     | 6         | 0.571        |
| 5  | Rättvik Butchers    | 14      | 6     | 8         | 0.429        |
| 6  | Leksand Lumberjacks | 14      | 5     | 9         | 0.357        |
| 7  | Göteborg Hajarna    | 14      | 4     | 10        | 0.286        |
| 8  | Gefle BC            | 14      | 1     | 13        | 0.071        |

## Andra omgången
Alla lag tog med sig sina matchresultat från den första omgången. De fyra främsta gick vidare till slutspel. Leksand och Sundbyberg hade förvisso samma vinstprocent, men Leksand hade 3-1 i inbördes matcher under säsongen.
| Nr | Lag                 | Matcher | Vunna | Förlorade | Vinstprocent |
| -- | ------------------- | ------- | ----- | --------- | ------------ |
| 1  | Tranås              | 24      | 19    | 5         | 0.792        |
| 2  | Stockholms BSK      | 24      | 16    | 8         | 0.667        |
| 3  | Karlskoga Bats      | 24      | 13    | 11        | 0.542        |
| 4  | Leksand Lumberjacks | 24      | 12    | 12        | 0.500        |
| 5  | Sundbyberg Heat     | 24      | 12    | 12        | 0.500        |
| 6  | Rättvik Butchers    | 24      | 9     | 15        | 0.375        |

## Slutspel
I slutspelet deltog lagen som hamnade på plats ett till fyra i den andra omgången. Laget på första plats mötte laget på fjärde plats och laget på andra mötte det tredje, i en semifinalserie. Semifinalerna och finalerna spelades i bäst av tre.

### Semifinaler
Tranås – Leksand 2–1
| Datum      | Hemmalag | Bortalag            | Resultat |
| ---------- | -------- | ------------------- | -------- |
| 22 augusti | Tranås   | Leksand Lumberjacks | 3–4      |
| 22 augusti | Tranås   | Leksand Lumberjacks | 11–3     |
| 23 augusti | Tranås   | Leksand Lumberjacks | 6–5      |

Stockholm – Karlskoga 2–0
| Datum      | Hemmalag       | Bortalag       | Resultat |
| ---------- | -------------- | -------------- | -------- |
| 22 augusti | Stockholms BSK | Karlskoga Bats | 5–2      |
| 22 augusti | Stockholms BSK | Karlskoga Bats | 7–4      |

### Final
Tranås – Stockholm 1–2
| Datum      | Hemmalag | Bortalag       | Resultat |
| ---------- | -------- | -------------- | -------- |
| 29 augusti | Tranås   | Stockholms BSK | 2–9      |
| 29 augusti | Tranås   | Stockholms BSK | 9–3      |
| 30 augusti | Tranås   | Stockholms BSK | 5–6      |

## Kvalserie
Kvalserien bestod av fyra lag där alla lag skulle möta varandra två gånger, vilket gav totalt sex omgångar per lag. Däremot spelades inte alla matcher. De två främsta flyttades upp, men eftersom elitserielaget Rättvik inte skulle spela i Elitserien kommande säsong så gick tre lag upp.
| Nr | Lag                | Matcher | Vunna | Förlorade | Vinstprocent |
| -- | ------------------ | ------- | ----- | --------- | ------------ |
| 1  | Eskilstuna Hammers | 2       | 2     | 0         | 1.000        |
| 2  | Gefle BC           | 4       | 3     | 1         | 0.750        |
| 3  | Göteborg Hajarna   | 4       | 2     | 2         | 0.500        |
| 4  | Skövde Saints      | 6       | 1     | 5         | 0.167        |

### Webbkällor
- Svenska Baseboll- och Softbollförbundet, Elitserien 1963-